# Lomatia tysiphone
Lomatia tysiphone är en tvåvingeart som beskrevs av Friedrich Hermann Loew 1860. Lomatia tysiphone ingår i släktet Lomatia och familjen svävflugor. Inga underarter finns listade i Catalogue of Life.